# Sahra Hausmann
Wenche Sahra Hausmann, född 6 februari 1973 i Oslo, är en före detta norsk handbollsspelare.

## Karriär

### Klubblagsspel
Sahra Hausmann spelade för  Bækkelagets SK under hela sin elitkarriär. År 1997 spelade klubblaget i Cupvinnarcupen och då tillhörde Sahra Hausmann matchvinnarna mot tjeckiska Novesta då man vann med 29-16. Klubben vann sedan EHF Cupvinnarcupen 1998 och 1999, båda gångerna med Hausmann med i laget. År 2001 lämnade C Leganger Bækkelaget SK lite sent inför säsongen och blev utskälld av Hausmann, som tyckte att hon betett sig mindervärdigt. Klubben tog hem norska mästerskapsguldet 1992, 1995 och 1999. Sahra Hausmann blev utnämnd till hedersmedlem i  klubben 2001. Hon hade då spelat i klubben sedan 1992 och hade spelat 219 elitseriematcher för klubben.

### Landslagsspel
Sahra Hausmann gjorde debut i landslaget den 3 februari 1993 mot Tjeckien. Hon hade dessförinnan spelat 22  ungdomslandskamper och gjort 44 mål i ungdomslandslagen. Hon blev ordinarie i landslaget 1996 och spelade sedan EM 1996, OS 1996, VM 1997, EM 1998, VM 1999. Främsta meriter med norska landslaget är VM-titel 1999, VM silver 1997 och ett vunnet Europamästerskap 1998. Hon deltog också i OS 1996 i Atlanta och kom på fjärde plats i OS. Under sina 90 landskamper gjorde hon 193 mål i landslaget. Inför OS 2000 blev hon petad i landslaget av en mästerskapsdebutant och spelade sedan inte mer för Norge.